# ヴァネッサ・クレイヴァン
ヴァネッサ・クレイヴァン（Vanessa Kraven、1982年2月10日 - ）は、カナダ・ケベック州モントリオール出身の女子プロレスラー。主に北米と日本で活躍。183cm、86kgの巨体を持ち、日本においては「ベネッサ・ザ・マウンテン」のリングネームで参戦している。

## 経歴
美容学校を卒業後、ロン・ハッチソンとZaquary Springate IIIの元でトレーニングを始め、その後NCWに入団して2004年4月にデビュー。その後は母国カナダのインディ団体を転戦し、NCW女子王座を獲得。
2006年4月、IWAミッドサウス主催のクイーン・オブ・ザ・デスマッチに参戦。しかしRachel Putskiの前に敗退。
同年8月に初来日。クイーン・オブ・ザ・デスマッチに参戦していた坂井澄江を通じてブッキングに成功し、NEO板橋大会の6人タッグで日本デビュー。その際日本用リングネームとして「ベネッサ・ザ・マウンテン」を付けられる。翌日開かれたレッスルエキスポ2006でWWWCトーナメントに2回戦から登場したが、田村欣子に敗れる。
以降もカナダを中心としながら、度々来日している。日本ではNEOの他、JWP、アイスリボン、WAVEなどにも参戦している。
2020年8月11日、レスリングを引退することを発表した。

## 獲得タイトル
- NCW女子王座

## 得意技
- パワーボム